# Мезьер (Верхняя Сона)
Мезье́р (фр. Maizières) — коммуна во Франции, находится в регионе Франш-Конте. Департамент — Верхняя Сона. Входит в состав кантона Рьоз. Округ коммуны — Везуль.
Код INSEE коммуны — 70325.

## География
Коммуна расположена приблизительно в 320 км к юго-востоку от Парижа, в 28 км севернее Безансона, в 18 км к юго-западу от Везуля.
По территории коммуны протекает река Ромен.

## Население
Население коммуны на 2010 год составляло 304 человека.
| 1962 | 1968 | 1975 | 1982 | 1990 | 1999 | 2010 |
| ---- | ---- | ---- | ---- | ---- | ---- | ---- |
| 207  | 188  | 209  | 247  | 257  | 292  | 304  |

## Экономика
В 2010 году среди 196 человек трудоспособного возраста (15—64 лет) 135 были экономически активными, 61 — неактивными (показатель активности — 68,9 %, в 1999 году было 72,3 %). Из 135 активных жителей работали 128 человек (68 мужчин и 60 женщин), безработных было 7 (3 мужчины и 4 женщины). Среди 61 неактивных 25 человек были учениками или студентами, 22 — пенсионерами, 14 были неактивными по другим причинам.

## Достопримечательности
- Церковь Св. Георгия (XVIII век). Исторический памятник с 1971 года[3]

## Фотогалерея
- Церковь Св. Георгия
- Церковь Св. Георгия
- Карта коммуны